# Borán
A borán (BH3) instabil, erősen reaktív anyag. A borán-karbonil (H3BCO) felfedezése fontos szerepet játszott a boránok kémiájának megértésében, ugyanis ebből valószínűsíthető volt a boránmolekula léte. Azonban a BH3-molekula igen erős Lewis-sav, ezért nagyon reaktív, és csak folyamatosan termelődő átmeneti anyagként vagy bór és hidrogén lézerrel irányított reakciójakor észlelhető.

## Szerkezete, tulajdonságai
A borán síkháromszöges molekula D3h szimmetriával. A B–H kötés kísérletileg megállapított hossza 119 pm.
Ha a környezetében nincs más molekula, önmagával reagál diborán képződése közben. Tehát a borán a diborán előállításának köztiterméke az alábbi reakciók alapján:
{\displaystyle {\ce {BX3 +BH_4^- -> HBX_3^- +BH3}}} (X=F, Cl, Br, I)
{\displaystyle {\ce {2BH3 ->B2H6}}}
A borán dimerizációjának standard entalpiája számítások szerint −170 kJ/mol.
A borán bóratomjának 6 vegyértékelektronja van. Ezért erős Lewis-sav, ami bármilyen Lewis-bázissal reagál (az alábbi egyenletben L-lel jelölve), hogy adduktumot képezzen:
{\displaystyle {\ce {BH3 +L -> L-BH3}}}
ahol a bázis egy magányos elektronpárjával datív kovalens kötést alkot. E vegyületek termodinamikailag stabilak, de levegőn oxidálódhatnak. A borán–dimetil-szulfid- és borán–tetrahidrofurán-tartalmú oldatok a kereskedelemben kaphatók; a tetrahidrofurán-adduktumot nátrium-borohidriddel stabilizálják a borán tetrahidrofurán általi oxidációját megakadályozandó. A borán néhány gyakori adduktumának spektroszkópiai és termokémiai adatok alapján becsült stabilitási sorozata a következő:
PF3 < CO< Et2O< Me2O< C4H8O < C4H8S < Et2S< Me2S< Py < Me3N< H−
A borán néhány tulajdonsága a szoft Lewis-savakra jellemző, ugyanis a kéndonorok stabilabb komplexeket alkotnak, mint az oxigéndonorok. Vizes oldatban nagyon instabil, a következőképp reagál:
BH3 + 3H2O → B(OH)3 + 3 H2

## Reakciói
A borán feltételezhetően a diborán magasabb bóratomszámú boránokká való pirolízisének köztiterméke:
{\displaystyle {\ce {B2H6 <=> 2BH3}}}
{\displaystyle {\ce {BH3 +B2H6 -> B3H7 +H2}}} (sebességmeghatározó lépés)
{\displaystyle {\ce {BH3 +B3H7 <=> B4H10}}}
{\displaystyle {\ce {B2H6 +B3H7 -> BH3 +B4H10 <=> B5H11 +H2}}}
A további lépések egyre magasabb bóratomszámú boránokat eredményeznek, a legstabilabb közülük a B10H14, ezenkívül néhány polimer és kevés B20H26 is jelen van.
A borán-amminból hidrogéneliminációval bórazin ((HBNH)3) állítható elő.
A boránadduktumokat gyakran használják hidroborációra, ahol a borán a C=C kettős kötésre addicionál, a reakció termékei trialkilboránok:
{\displaystyle {\ce {(THF)BH3 +3CH_2=CHR -> B(CH2CH2R)3 +THF}}}
A reakció regioszelektív. Más boránszármazékok is használhatók a regioszelektivitás növelése érdekében. A keletkező trialkilboránok tovább alakíthatók hasznos származékokká. A megfelelő alkénekkel előállíthatók (HBR2)2 szerkezetű boránok, amik szintén hasznos reagensek. Ezenkívül borán–dimetil-szulfid is használható, ami a borán–tetrahidrofuránnál stabilabb.

### Lewis-savként
A foszfin-boránok (H3BPR3-nHn) szerves foszfinok és borán adduktumai.
A borán(5) (BH5 vagy BH3(η2-H2)) a borán hidrogénnel alkotott komplexe. Csak alacsony hőmérsékleten stabil, létezése igazolt. A borán(5) izoelektromos a metániumionnal (CH+5). Konjugált bázisa a borohidridion.

## Fordítás
Ez a szócikk részben vagy egészben  a   Borane című angol Wikipédia-szócikk fordításán alapul.  Az eredeti cikk szerkesztőit annak laptörténete sorolja fel. Ez a jelzés csupán a megfogalmazás eredetét és a szerzői jogokat jelzi, nem szolgál a cikkben szereplő információk forrásmegjelöléseként.